# Barry John
Ne doit pas être confondu avec Barry Jones ou John Barry.

a Compétitions nationales et continentales officielles uniquement.

b Matchs officiels uniquement.
Dernière mise à jour le 14 août 2012.
Barry John, né le 6 janvier 1945 à Cefneithin (Pays de Galles) et mort le 4 février 2024 à Cardiff, est un joueur de rugby gallois. 
Il joue au poste de demi d'ouverture dans la période amateur du rugby à la fin des années 1960 et au début des années 1970 avec le pays de Galles et les clubs de Cefneithin RFC, Llanelli RFC et Cardiff RFC. Il devient célèbre et il est considéré comme l'un des meilleurs joueurs du pays de Galles qui domine la scène européenne dans les années 1970.
Il participe à deux tournées avec l'équipe des Lions britanniques et irlandais de rugby à XV, en 1968 et 1971 marquant 30 points en cinq matchs. Il est surnommé The King lors de la tournée des Lions en 1971 en Nouvelle-Zélande.  Il remporte avec l'équipe du pays de Galles trois Tournois des Cinq Nations en 1969, 1970 et 1971 avec en prime le Grand chelem en 1971. Barry John se retire encore assez jeune (27 ans) en pleine gloire en 1972.

## Repères biographiques
Barry John naît à Low-land, une petite exploitation de Cefneithin (pays de Galles) en 1945. Il est le deuxième enfant de William et de Vimy John, son frère aîné Delville a trois ans de plus que lui. Barry John a quatre autres frères et sœurs : Alan, Clive, Madora et Diane. Ses trois frères connaissent également une carrière de joueur de rugby. Delville évolue avec le Cefneithin RFC, il en est le capitaine pendant deux saisons. Alan débute dans le même club local avant de jouer avec le Llanelli RFC et de faire une tournée en Argentine avec le pays de Galles[Quand ?]. Enfin, Clive est un troisième ligne aile de Llanelli retenu avec l'équipe B du pays de Galles. La famille part vivre à Foelgastell juste après la naissance de Barry, chez un oncle et une tante mais elle revient à Cefneithin quand Barry est âgé de 2 ans. Il est d'abord scolarisé à Cefneithin Primary ; il échoue à l'examen de fin d'école et part étudier une année au centre de Cross Hands. Il réussit le concours et il intègre la Gwendraeth Grammar School de Drefach.

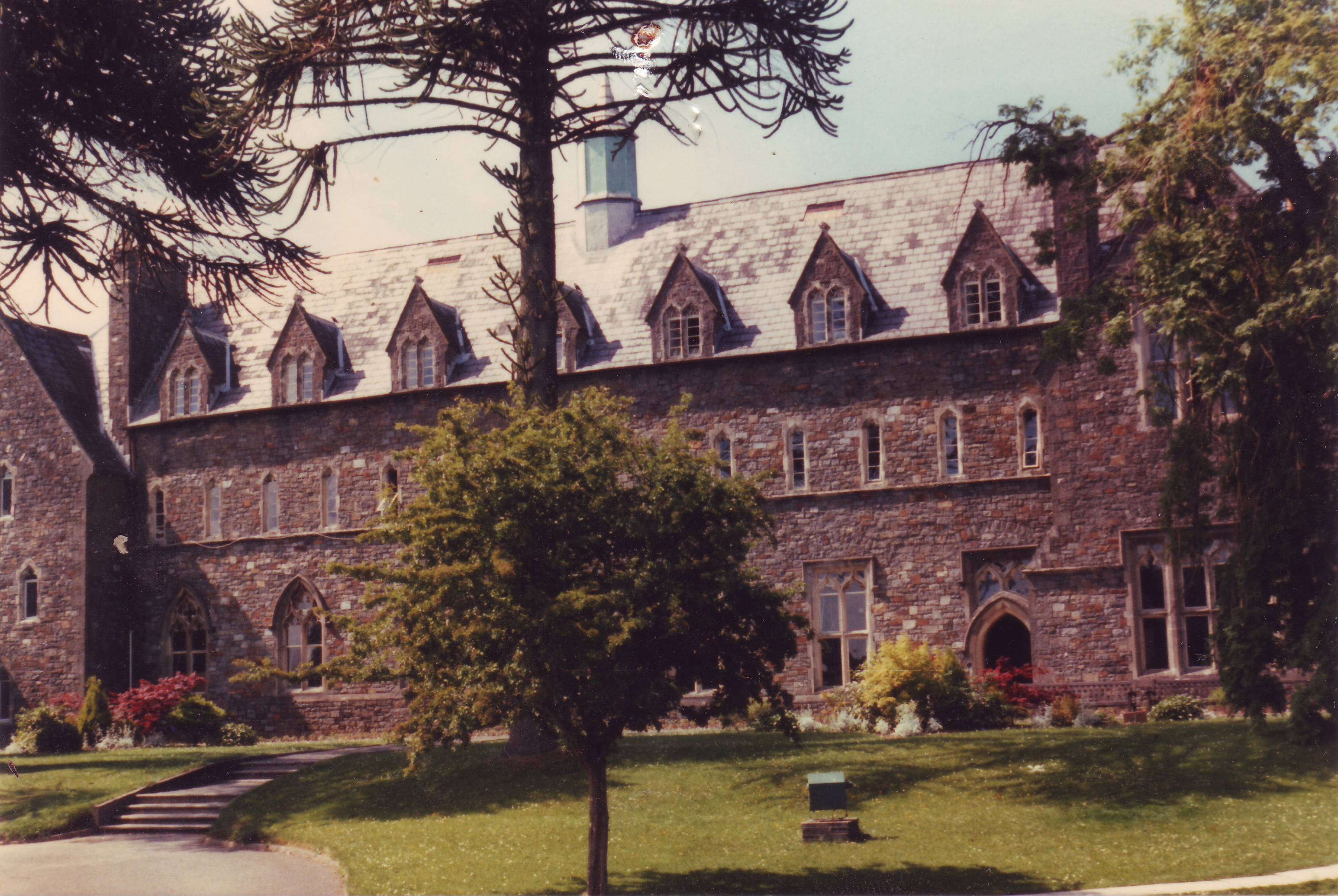
Barry John étudie au Trinity College de Carmarthen

À l'âge de 18 ans, il quitte les grammar schools et étudie au Trinity College de Carmarthen avec la volonté de devenir professeur. Il quitte le collège en 1967 pour occuper un poste de professeur d'éducation physique à la Monkton House School de Cardiff, une école privée réservée aux garçons âgés de 8 à 16 ans. John déménage à Cardiff et partage une maison avec plusieurs autres joueurs de rugby, y compris son ancien coéquipier de Llanelli, Gerald Davies. Il quitte son poste de Monkton House lors de la tournée en Afrique du Sud avec l'équipe des Lions britanniques et irlandais en 1968 et il n'enseigne plus jamais. À son retour, John revient à la maison familiale de Cefneithin. Il reste six semaines sans emploi et à cette époque, il réfléchit à changer de code pour jouer au rugby à XIII avec le club de St Helens RLFC. Après un entretien avec David Coleman pour une émission de la BBC, Sportsnight, au cours de laquelle sa situation professionnelle est évoquée, Barry John reçoit une offre d'emploi de Forward Trust, une société financière de Cardiff. Quand il arrête le rugby en 1972, il quitte également son emploi de commercial dans la finance pour signer un contrat avec le Daily Express pour écrire une chronique hebdomadaire et couvrir les grands évènements rugbystiques. Il s'engage également à participer à des programmes sportifs programmés par la chaîne HTV, la société de télévision commerciale qui est diffusée dans le pays de Galles et l'ouest de l'Angleterre.
En septembre 1969, Barry John épouse Janet Talfan Davies, la fille d'Alun Davies QC, un avocat gallois. De leur union naissent quatre enfants, et, en 2009, ils comptent neuf petits-enfants. Le couple s'est séparé[Quand ?].
En 2009 il décide de vendre les souvenirs de sa carrière de joueur, y compris ses maillots d'international gallois, précisant qu'il n'entretient pas de nostalgie de cette époque et que seul compte l'honneur d'avoir représenté le pays gallois.

## Carrière sportive

### Débuts avec Llanelli
Barry John naît à Cefneithin dans l'ouest du pays de Galles. Il est scolarisé à la Gwendraeth Grammar School au nord de Llanelli. Il a la chance de recevoir un enseignement qualifié de rugby. En effet, le proviseur, William Jones, comme le professeur Ray Williams, ont tous deux joué pour l'équipe du pays de Galles. Malgré ses qualités naturelles, il n'est jamais retenu dans les sélections scolaires et de jeunes du pays de Galles, mais il évolue au sein de l'équipe du collège et de l'équipe du club local, le Cefneithin RFC. Il joue une fois un match pour l'équipe rivale du Pontyberem RFC alors qu'il est encore à l'école, mais Barry John explique que le ressentiment local était tel à la suite de ce faux-pas sportif qu'il n'a jamais plus recommencé.
Alors qu'il est encore un adolescent scolarisé dans une grammar school, il fait sa première apparition avec l'équipe première de Llanelli, le 4 janvier 1964 lors d'une rencontre disputée contre le Moseley RFC,,. Même si Llanelli perd la rencontre, Barry John inscrit un essai et le transforme ; il dispute quatre autres rencontres pour le club jusqu'à la fin de la saison. Il évolue encore avec Llanelli quand il suit l'enseignement du Trinity College de Carmarthen, et il acquiert une réputation d'un demi d'ouverture au pied redoutable avec une aptitude à réussir des drop goals. Lors de la saison 1964-1965, Barry John commence à marquer le club gallois de son empreinte. Son drop contre Aberavon le 26 octobre 1964, est son onzième de la saison en 17 matchs disputés.
La réputation de Barry John augmente l'année suivante. Il contribue à l'obtention d'une victoire sur Swansea en inscrivant deux drops ; le Llanelli Star parle d'une victoire due au génie d'un joueur, Barry John,. Il est sur le point de manquer une deuxième rencontre de suite de la saison avec Swansea quand il est retenu par ses camarades du Trinity College. Il est seulement libéré quand le président du club de Llanelli, Elvet Jones, fait la promesse d'un don au collège pour les bonnes œuvres. Llanelli remporte les quatre rencontres disputées contre Swansea cette saison-là, Barry John marquant des points dans chaque rencontre. Après avoir été l'auteur de deux drops dans le premier match, il en ajoute un autre dans le deuxième et il inscrit un essai dans chaque rencontre disputée au Stradey Park. Lors de la saison 1965-1966, il est retenu dans le groupe du pays de Galles réuni en stage sans être toutefois aligné en match étant en réserve du titulaire du poste de demi d'ouverture David Watkins,.
Lors de la saison 1966-1967, Barry John est de nouveau appelé pour un rassemblement du groupe du pays de Galles. Un des stages l'oblige à renoncer à disputer la deuxième rencontre de l'année contre le club de Swansea jouée le 12 novembre 1966 ; sa place dans l'équipe de Llanelli est attribuée à un jeune débutant du club de Felinfoel, Phil Bennett. Bennett deviendra l'un des plus grands demis d'ouverture de l'histoire du pays de Galles, mais au début de sa carrière, la présence de Barry John ne lui permet pas d'être retenu en sélection. Le 3 décembre 1966, Barry John obtient sa première cape pour le pays de Galles, prenant la place de David Watkins au poste de demi d'ouverture pour le match contre l'Australie, alors en tournée en Europe,. Ce changement surprend de la part des sélectionneurs du pays de Galles ; Watkins est retenu en 1966 comme capitaine de l'équipe des Lions britanniques en tournée en Australie. Le pays de Galles s'incline 11 à 4 contre les Wallabies ; c'est seulement la deuxième fois que les Australiens l'emportent contre les Gallois, en partie en raison de la performance moyenne du milieu de terrain ; les critiques visent Barry John, Gerald Davies et John Dawes.
Même s'il débute au niveau international par une défaite, Barry John n'en est pas affecté, il réussit à l'emporter contre l'Australie un mois plus tard quand l'équipe en tournée joue contre Llanelli au Stradey Park. Le club gallois bat les Wallabies 11 à 0 après un combat d'avants acharné. L'ouvreur gallois marque un essai et un drop. En dépit de la défaite galloise contre l'Australie, les sélectionneurs font confiance à Barry John, le retenant pour le match suivant, l'ouverture du Tournoi des Cinq Nations 1967. Disputé à la maison, la rencontre contre l'Écosse présente à la charnière une paire Barry John – Billy Hullin. Barry John ne joue pas bien se ressentant d'une blessure à la jambe ; il est remplacé pour le match suivant par le joueur plus expérimenté Watkins.

### Départ à Cardiff

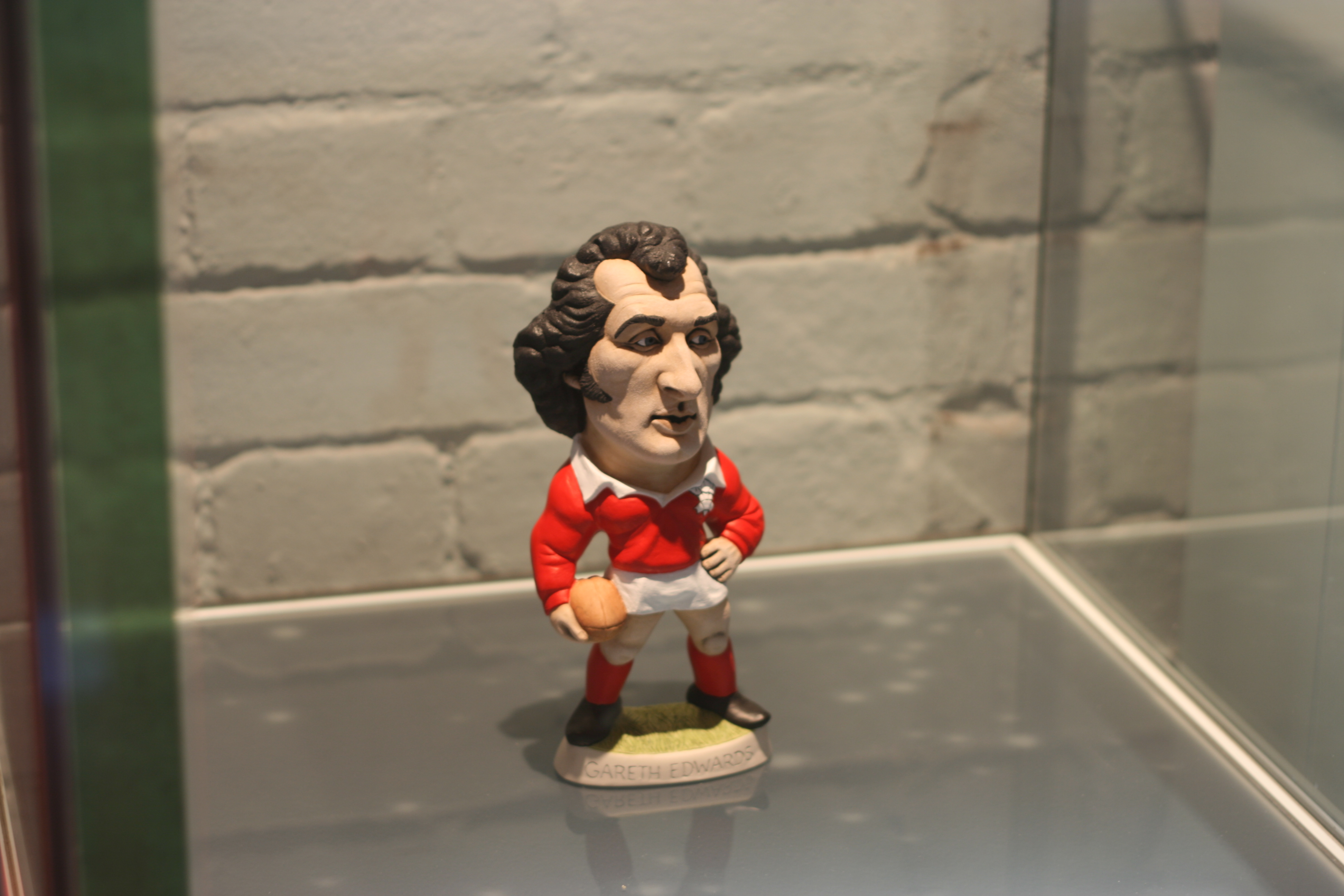
Gareth Edwards, coéquipier de Barry John avec le pays de Galles, les Lions et Cardiff de 1967 à 1972.

En 1967, Barry John quitte le club de Llanelli pour jouer à Cardiff la saison 1967-1968 où il est associé à la charnière avec Gareth Edwards. Leur première rencontre internationale est difficile. Le 11 novembre 1967, ils sont sélectionnés conjointement contre les coéquipiers de Brian Lochore en tournée. Gareth Edwards compte également deux sélections préalables, associé à David Watkins pour les deux dernières rencontres du Tournoi des Cinq Nations 1967. Le néo demi d'ouverture de Cardiff retrouve la sélection nationale après le départ de Watkins qui a changé de code pour le rugby à XIII le mois précédent, s'engageant avec Salford pour un transfert d'environ 16 000 livres sterling. Les Gallois multiplient les fautes, dans un match joué avec un fort vent et sous la pluie, ce qui transforme le terrain en un champ de boue. Le capitaine gallois Norman Gale gagne le tirage au sort et il choisit de jouer la première mi-temps contre le vent, les deux équipes se séparent à la pause sur un score de 8 à 0 en faveur des All Blacks,. En seconde mi-temps, Barry John donne de l'espoir aux Gallois en marquant rapidement un drop, ses premiers points internationaux, mais une passe aveugle maladroite du numéro 8 gallois offre aux Néo-Zélandais l'occasion de marquer un second essai. La rencontre se termine sur le score de 13 à 6 pour la Nouvelle-Zélande ; Gareth Edwards n'a pas joué à son aise, et les coups de pied de Barry John n'ont pas été précis, cela ne laissait pas augurer d'une des plus fameuses charnières de l'histoire du rugby.
Un mois après ce match, Barry John est retenu dans une sélection provinciale représentant l'est du pays de Galles, pour jouer face aux All Blacks ; la sélection est composée de joueurs issus des rangs de Cardiff, des London Welsh et du Bridgend RFC. Les joueurs au maillot noir subissent la pression pendant la rencontre, avec un jeu au pied de Barry John en profondeur et loin des avants adverses, qui permet à son équipe de faire des incursions dans la défense néo-zélandaise. Après 22 minutes, la sélection provinciale prend l'avantage lorsqu'une tentative manquée de drop de Barry John est réceptionnée par l'ailier de son équipe pour inscrire l'essai. Un relâchement défensif gallois permet aux All Blacks d'égaliser à 3 partout avec un essai non transformé. La sélection provinciale domine les dix dernières minutes du match et, lors de la dernière action de la rencontre, l'ouvreur gallois trouve l'espace pour tenter le drop de la victoire, mais son coup de pied passe à côté des poteaux. La Nouvelle-Zélande est satisfaite du match nul, compte tenu de la physionomie de la partie ; elle finit la tournée sans avoir perdu une seule rencontre. Trois jours plus tard, le couple Barry John – Gareth Edwards est de nouveau opposé aux All Blacks, cette fois au stade de Twickenham sur invitation de l'équipe des Barbarians,. Le résultat à la pause est un match nul 3 partout flatteur pour les Barbarians, qui sont dominés au niveau des avants ; contre le cours du jeu, l'adversaire de la Nouvelle-Zélande marque rapidement en début de deuxième mi-temps sur un coup de pied parfait frappé par Barry John en diagonale vers le poteau de coin récupéré pour un essai par un coéquipier. Les Barbarians tentent de défendre férocement cet avantage pendant trente minutes, mais ils sont finalement défaits en concédant deux essais.
La paire Barry John – Gareth Edwards est retenue pour les quatre rencontres du Tournoi des Cinq Nations 1968. La première rencontre est disputée à l'extérieur au stade de Twickenham en Angleterre, elle voit un retour des Gallois menés 11 à 3 pour un score d'équité 11 partout. Les deux demis ont inscrit des points, Edwards a marqué un essai, John un drop. Après avoir battu à domicile l'Écosse, le pays de Galles s'incline contre l'Irlande et le vainqueur final du Tournoi, la France. En club avec Cardiff, Barry John termine la saison en ayant inscrit neuf essais et neuf drops.

### Tournée des Lions de 1968, triple couronne de 1969 et tournée du pays de Galles
(mt : 0 – 8)
Points marqués, :
- France : 1 essai de Campaes ; 1 transformation de Villepreux ; 1 pénalité de Villepreux.
- Lions : 2 essais d'Edwards et Richards ; 1 transformation de Jarrett.

Composition des équipes :
- France : Villepreux, Moraitis, Dourthe, Trillo, Campaes, Maso, Sutra, Spanghero (cap.), Viard, Biémouret, Cester, Plantefol, Iraçabal, Bénésis, Azarete.
- Galles : JPR Williams, Watkins, Jarrett, G. Davies, Richards, John, Edwards, M. Davies, Taylor, Morris, Thomas, Price (cap.), Lloyd, Young, D. Williams. Entré en jeu : Bennett.

Arbitre : RP Burrell (Écosse)
Barry John est retenu pour évoluer avec les Lions britanniques et irlandais lors de leur tournée en Afrique du Sud en 1968. Il ne dispute que quatre rencontres en raison d'une blessure qui le force à rentrer prématurément au pays. Il joue trois matchs contre des sélections ou des équipes de province, la Western Province, les South West Districts et le Natal, pour trois victoires des Lions britanniques et irlandais. Il est titulaire à l'ouverture pour le premier test-match contre les Springboks, disputé à Johannesbourg. Cette première sélection avec les Lions ne dure que l'espace de quinze minutes ; lors d'une attaque des trois-quarts de son équipe il est plaqué par le troisième ligne aile adverse Jan Ellis, Barry John se casse la clavicule en tombant sur le sol dur.
Barry John joue irrégulièrement avec son club de Cardiff pendant la saison 1968-1969, ne totalisant seulement que quatorze apparitions. Malgré tout il est retenu avec le pays de Galles et il dispute toutes les rencontres du Tournoi des Cinq Nations 1969 associé à Gareth Edwards. Les sélectionneurs gallois ont remplacé cinq joueurs du précédent Tournoi, et JPR Williams et Mervyn Davies sont parmi les nouveaux capés pour affronter l'Écosse à Murrayfield le 1er février 1969. Barry John inscrit à cette occasion son premier essai international. L'équipe d'Écosse, dominée depuis le début du match, s'incline logiquement 17 à 3. Quand l'Irlande se déplace au Cardiff Arms Park en mars, l'équipe au maillot vert reste sur une série de sept matchs sans défaite et elle vient pour remporter le Grand chelem après avoir battu successivement la France, l'Angleterre et l'Écosse. Contre toute attente, le pack gallois domine facilement son vis-à-vis et le pays de Galles gagne le match sur le score de 24 à 11. Dai Morris est désigné joueur gallois du match, bien que Barry John ait réalisé une de ses meilleures productions, maintenant sous pression les Irlandais avec de grands déplacements au pied et inscrivant un drop. Le pays de Galles se déplace invaincu dans le Tournoi au stade de Colombes pour affronter les Français, tenants du titre mais défaits trois fois. S'ils parviennent à mener 8 à 0 en ayant inscrit deux essais, la partie se termine sur un match nul 8 partout, qui ôte aux Gallois l'espoir d'un grand chelem. Ils gagnent néanmoins largement 30 à 9 le dernier match contre les Anglais et remportent le Tournoi. Cette partie reste dans les mémoires pour les quatre essais inscrits par Maurice Richards mais Barry John marque un drop et un essai. C'est le premier Tournoi remporté par le demi d'ouverture gallois et c'est aussi sa première triple couronne.
Avant que la saison se termine, Barry John participe à son premier et dernier tournoi de rugby à sept avec Cardiff. Le club gallois parvient en finale où il l'emporte sur le Llanelli RFC, l'ancien club de Barry John. Outre le gain du tournoi, Barry John reçoit le « trophée Bill Everson du meilleur joueur ».
À la fin de la saison 1968-69, la fédération galloise organise une tournée en Nouvelle-Zélande et en Australie. Aux postes de demis, le pays de Galles retient Barry John, Gareth Edwards, Phil Bennett et Ray Hopkins, mais pour les trois test-matchs, deux disputés contre les All Blacks et un contre l'Australie, le sélectionneur gallois Clive Rowlands fait confiance à la paire John – Edwards. Les Gallois sont dominés par les All Blacks, perdant les deux rencontres 0–19 et 12–33,,. Rowlands modifie alors l'équipe et place Gerald Davies à l'aile droite ; le pays de Galles l'emporte sur l'Australie. Sur le chemin du retour, le pays de Galles l'emporte contre les Fidji mais Barry John ne dispute pas la rencontre, remplacé par Phil Bennett à l'ouverture,.

### Afrique du Sud, Tournoi 1970 et Grand chelem de 1971
Le 13 décembre 1969, le Cardiff RFC accueille l'équipe d'Afrique du Sud qui effectue sa sixième tournée dans l'hémisphère nord. Cette visite est marquée par les protestations et les manifestations anti-apartheid qui accompagnent l'équipe sud-africaine ; avant le match 1 500 manifestants défilent dans la capitale galloise. Barry John n'est pas disponible pour la rencontre, souffrant d'une côte fracturée lors d'un match disputé avec les Barbarians contre une sélection des joueurs présents et passés de l'Université d'Oxford onze jours plus tôt. Il est remplacé par Beverley Davies et Cardiff s'incline 17 à 3. Il récupère à temps pour le match de l'Afrique du Sud contre le pays de Galles le 24 janvier, et il est retenu aux côtés de Gareth Edwards. Le match est disputé dans un véritable bourbier, et un essai à la dernière minute d'Edwards permet d'arracher le match nul 6 partout. John et Edwards proposent un niveau jeu moyen ce jour-là, mais ils font une bonne combinaison sur la dernière action pour éviter la défaite. Une semaine plus tard, le 31 janvier, ils retrouvent l'équipe d'Afrique du Sud, retenus avec les Barbarians. L'Afrique du Sud, qui produit le match le plus abouti de sa tournée, l'emporte 21 à 12.

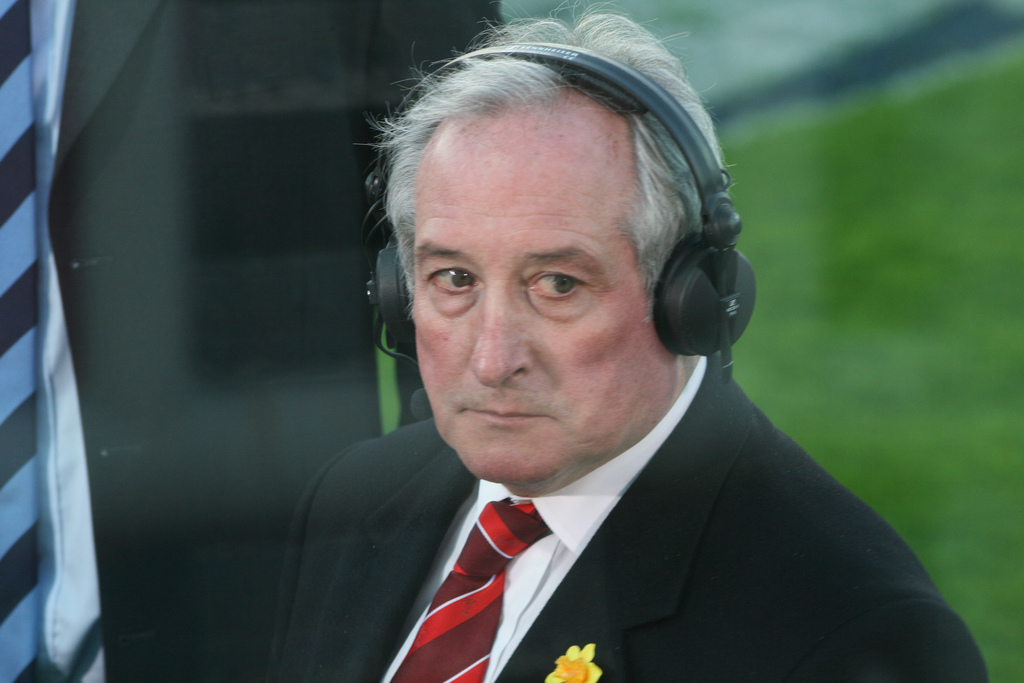
Gareth Edwards, partenaire de Barry John, photographié en 2009.

Les deux demis de Cardiff enchaînent les rencontres internationales avec le début du Tournoi des Cinq Nations 1970 le 7 février 1970. Ils forment de nouveau la charnière de l'équipe galloise pour la première rencontre jouée à domicile à l'Arms Park contre l'Écosse. Même si les Écossais prennent l'avantage au score pour mener 9 à 0, le pays de Galles a l'initiative du jeu et inscrit quatre essais sans en concéder, pour l'emporter finalement 18 à 9. La rencontre contre l'équipe d'Angleterre, le quinzième match international commun de John et Edwards, voit la victoire 17 à 13 des Diables Rouges qui marquent quatre essais. John inscrit l'un d'eux ainsi qu'un drop. Edwards se blesse au cours de la rencontre et John termine le match associé à Ray Hopkins. L'équipe d'Irlande est le dernier obstacle pour conquérir une nouvelle triple couronne ; les Irlandais parviennent à contenir John et Edwards et s'imposent 14 à 0,. Barry John est indisponible pour le dernier match du Tournoi disputé contre la France, il est remplacé par Phil Bennett. Le pays de Galles gagne la rencontre et partage la victoire dans le Tournoi avec la France.
Le Tournoi des Cinq Nations 1971 est le début d'une nouvelle ère pour le rugby gallois. Le nouvel Arms Park est inauguré en 1970 et l'équipe galloise remporte la troisième d'une longue série de huit victoires en onze ans dans le Tournoi des Cinq Nations. Les Gallois dominent sans partage le rugby européen durant les années 1970 avec 8 Tournois gagnés : 1969, 1970, 1971, 1973, 1975, 1976, 1978, et 1979 dont trois Grand Chelems (GC) en 1971, 1976 et 1978.
L'équipe est à la fois plus expérimentée et talentueuse. Barry John et Gareth Edwards disputent les quatre rencontres. Le premier match est une large victoire 22–6 sur l'Angleterre, Barry John marque six points sur deux drops. La deuxième rencontre du Tournoi, contre l'Écosse, est disputée, avec une victoire 19–18 grâce à un essai final de Gerald Davies transformé par John Taylor. Barry John est l'auteur de 8 des 19 points, avec un essai, une pénalité et une transformation. Il marque davantage de points lors du match suivant contre l'Irlande, avec 11 points consécutifs à la marque d'un drop, d'une transformation et de deux pénalités. Considérée comme une victoire des plus accomplies de l'équipe du pays de Galles, le succès 23–9 offre aux Gallois une Triple Couronne, et le droit de jouer une rencontre contre la France pour l'obtention du Grand Chelem. Même si le nombre de points est faible, le nouveau succès sur un score de 9–5 contre la France au Stade Colombes le 27 mars 1971 est une rencontre de grande qualité. Gareth Edwards et Barry John marquent tous les points gallois, le demi de mêlée marque un essai, Barry John inscrit également un essai et ajoute une pénalité. C'est le premier Grand Chelem gallois depuis 1952, l'équipe galloise de 1971 semble être la plus forte de toute l'histoire galloise pour certains témoins,.

### Tournée des Lions de 1971
(mt : 0 – 13)
Points marqués :
- Nouvelle-Zélande : 1 essai de Mains.
- Lions : 2 essais de G. Davies et John ;
2 transformations et 1 drop de John.

Composition des équipes :
- Nouvelle-Zélande : Mains, Hunter, Joseph, Cottrell, Carrington, Burgess, Going, Wyllie, McNaughton, Kirkpatrick, Meads (cap.), Lochore, Guy, Norton, Muller. Entré en jeu : Duncan.
- Lions : JPR Williams, G. Davies, Dawes (cap.), Gibson, Duckham, John, Edwards, M. Davies, Taylor, Quinnell, McBride, Brown, Lynch, Pullin, McLauchlan.

Arbitre : John Pring 
En 1971, pour la tournée de l'équipe des Lions britanniques en Nouvelle-Zélande, Barry John est de nouveau retenu dans la sélection. Après la tournée néo-zélandaise au pays de Galles de 1969, Barry John est déterminé à s'imposer avec les Lions. Sous la direction de Carwyn James (également de Cefneithin), Barry John parvient à produire des performances personnelles de premier ordre,. Il joue 17 des 26 matchs de la tournée, seuls le capitaine John Dawes et le pilier Ian McLauchlan en disputent plus. Avant le premier test-match à Carisbrook, Barry John a déjà joué six fois, notamment contre les New South Wales Waratahs et les Māori de Nouvelle-Zélande. Les six matchs ont été gagnés par les Lions et il a inscrit 88 points, dont un full house contre Waikato. Dans ce premier test-match, il met en difficulté l'arrière All Black Fergie McCormick avec des coups de pied tactiques impitoyables[non neutre]. Les All Blacks sont « balladés[style à revoir] » à travers tout le terrain par le demi d'ouverture gallois, bien aidé par ses avants, ce qui n'avait pas été le cas en 1969. Les Lions remportent le match 9 à 3, avec six des points inscrits par Barry John sur deux pénalités ; McCormick ne portera plus le maillots des All Blacks,.

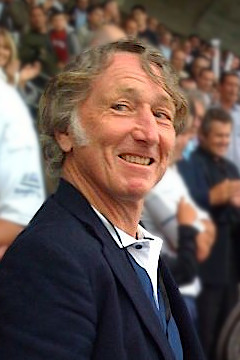
JPR Williams, coéquipier de Barry John avec le pays de Galles et les Lions de 1969 à 1972.

Avant le deuxième test, Barry John participe à deux autres rencontres contre des sélections pour deux victoires contre le Southland et les universitaires néo-zélandais, avec 32 points inscrits. Lors du match disputé contre les étudiants, l'ouvreur gallois inscrit un de ses plus fameux essais. Barry John fait semblant de tenter un drop-goal avant de pénétrer la défense adverse, de déborder le dernier défenseur et de déposer le ballon aux pieds des poteaux, sous les ovations du public. Le résultat du deuxième test contre les All Blacks, joué à Christchurch, est une défaite britannique sur le score de 22–12, Barry John marque la moitié des points des Lions. Entre les deuxième et troisième tests, Barry John dispute trois des quatre rencontres provinciales, inscrivant 37 points dont deux essais lors du match disputé contre Wairarapa.
Pour espérer remporter la série, une victoire dans le troisième test est alors cruciale pour les Lions. Barry John marque dix points et Gerald Davies trois pour une victoire 13 à 3 des Lions. Le dernier test-match se termine sur un match nul 14 partout, ce qui assure la victoire finale des Lions dans la série. Barry John inscrit huit des points britanniques sur ce dernier match, il termine la tournée en ayant marqué dans toutes les rencontres qu'il a disputées avec un total de 191 points sur toute la tournée (6 essais, 31 transformations, 8 drop goals et 27 pénalités). Il inscrit notamment 30 des 48 points des Lions sur les quatre test matchs disputés contre les All Blacks.
Barry John acquiert alors la réputation d'un des plus grands joueurs de ce jeu, et c'est sur cette tournée qu'il reçoit le surnom de The King de la part de la presse de Nouvelle-Zélande bien qu'il ait déjà été appelé King John  dès 1965 par un journaliste à l'époque où il joue encore à Llanelli.

### Dernier Tournoi et retraite sportive
Le Tournoi des Cinq Nations 1972 n'a pas de classement final, l'Écosse et le pays de Galles refusent de se déplacer en Irlande compte tenu des menaces reçues et de la violence en Ulster à la suite des évènements du Bloody Sunday,. Barry John fait un bon Tournoi, inscrivant 35 points dans les trois parties disputées et gagnées contre l'Angleterre, l'Écosse et la France. Pour la première journée, les Gallois rencontrent l'Angleterre et s'imposent 12 à 3 avec un seul essai marqué par JPR Williams. Le demi d'ouverture gallois marque quant à lui deux pénalités et la transformation. Les Gallois enchaînent avec une autre victoire sur les Écossais ; Barry John s'y distingue transformant les trois essais gallois et ajoutant trois coups de pied de pénalité,. Lors de la dernière rencontre contre la France, il marque quatre pénalités pour son équipe qui l'emporte 20 à 6. La fédération galloise refuse de se déplacer en Irlande et met fin à l'espoir légitime d'un nouveau grand chelem et au minimum d'une nouvelle victoire dans le Tournoi, le pays de Galles compte trois victoires en trois matchs et l'Irlande a perdu un match. Les Gallois devaient terminer premiers.
Après le Tournoi, alors âgé seulement de 27 ans et ayant connu six saisons internationales, Barry John décide de prendre sa retraite. Il totalise 25 capes avec les Gallois et cinq sélections avec les Lions. Il évoque l'attention des médias et les attentes injustes de son pays comme les raisons de son départ, croyant qu'il « vivait dans un bocal »,. Cette célébrité le met mal à l'aise et il précise que l'évènement qui l'a décidé à se retirer du rugby est la révérence qu'une fan lui fit dans la banque où il travaillait en hommage à son surnom,.
Barry John meurt le 4 février 2024 à l'hôpital universitaire du pays de Galles (en) de Cardiff, à l'âge de 79 ans.

## Palmarès
En l'espace de six ans, Barry John se construit un palmarès important. Il remporte trois Tournois des Cinq Nations en 1969, 1970 et 1971 avec en prime le Grand chelem en 1971. Il fait partie de l'équipe du pays de Galles, les Diables Rouges, qui dominent sans partage le rugby européen durant les années 1970 avec sept Tournois gagnés (1969, 1970, 1971, 1973, 1975, 1976 et 1978) dont trois grand chelems en 1971, 1976 et 1978. Toutefois, Barry John se retire à 27 ans, au faîte de sa gloire, en 1972 et ne participe donc pas à toutes ces victoires. 
| Édition                       | Rang | Résultats Galles | Résultats B. John | Matchs B. John |
| ----------------------------- | ---- | ---------------- | ----------------- | -------------- |
| Tournoi des Cinq Nations 1967 | 5    | 1 v, 0 n, 3 d    | 0 v, 0 n, 1 d     | 1/4            |
| Tournoi des Cinq Nations 1968 | 4    | 1 v, 1 n, 2 d    | 1 v, 1 n, 2 d     | 4/4            |
| Tournoi des Cinq Nations 1969 | 1    | 3 v, 1 n, 0 d    | 3 v, 1 n, 0 d     | 4/4            |
| Tournoi des Cinq Nations 1970 | 1    | 3 v, 0 n, 1 d    | 2 v, 0 n, 1 d     | 3/4            |
| Tournoi des Cinq Nations 1971 | 1    | 4 v, 0 n, 0 d    | 4 v, 0 n, 0 d     | 4/4            |
| Tournoi des Cinq Nations 1972 | —    | 3 v, 0 n, 0 d    | 3 v, 0 n, 0 d     | 3/3            |

Légende : v = victoire ; n = match nul ; d = défaite ; la ligne est en gras quand il y a grand chelem.

## Statistiques

### En club
Les statistiques de Barry John avec le Cefneithin RFC et le Llanelli RFC ne sont pas connues. En revanche, durant les six saisons qu'il passe avec le Cardiff RFC, il dispute 93 matchs et marque 359 points,. De 1967 à 1970, il dispute également cinq rencontres avec les Barbarians au cours desquelles il marque trois points.

### En équipe nationale
En sept années, Barry John dispute 25 matchs avec l'équipe du pays de Galles au cours desquels il marque cinq essais, six transformations, huit drops et treize pénalités soit un total de 90 points. Il participe notamment à six Tournois des Cinq nations.

### Avec les Lions britanniques
Barry John participe à deux tournées avec l'équipe des Lions britanniques et irlandais, en 1968 et 1971, marquant 191 points en 21 matchs. En particulier, il dispute cinq test matchs au cours desquels il marque 30 points : un contre l'Afrique du Sud en 1968 et quatre contre la Nouvelle-Zélande en 1971.

## Style et honneurs

### Style
Les auteurs de l'histoire officielle de la Welsh Rugby Union, David Smith et Gareth Williams, écrivent : « la clé de la compréhension de la perfection de son style réside dans sa capacité à rendre meilleurs ses partenaires. ».